# Skip James
Nehemiah Curtis "Skip" James (9 de Junho de 1902 – 3 de Outubro de 1969) foi um cantor, guitarrista, pianista e escritor de canções de blues estadunidense.

## Biografia

### Os primeiros anos
James nasceu perto de Bentonia, no Mississippi. O seu pai era um ex-contrabandista de álcool convertido em pregador. Enquanto novo, James escutou músicos locais como Henry Stuckey e os irmãos Charlie e Jesse Sims, tendo começado a tocar órgão no início da sua adolescência. Trabalhou na construção de estradas na sua terra natal, o Mississippi, no início da década de 1920 e escreveu aquela que é provavelmente a sua canção mais antiga, "Illinois Blues", acerca das suas experiências como trabalhador. No fim da década, foi agricultor em várias quintas e produzia whiskey contra-feito na área de Bentonia. Começou a tocar guitarra afinada em Ré Menor e desenvolveu um técnica de dedilhar com três dedos que viria a proporcionar grandes resultados nas suas gravações. Além disso, começou a praticar piano, indo buscar inspiração ao pianista blues do Mississippi Little Brother Montgomery.

### De 1920 a 1930
No início de 1931, James fez uma audição para o dono de uma loja de discos em Jackson, no Mississippi e para um caçador de talentos H. C. Speir, que colocara artistas de blues a gravar para uma série de etiquetas incluindo a Paramount Records. Como resultado da sua audição, Skip James viajou para Grafton no estado de Wisconsin para gravar para a Paramount. O trabalho de James em 1931 é considerado único e idiossincrático entre as outras gravações de blues antes da 2ª Guerra Mundial, e constitui a base da sua reputação enquanto músico.
Como era típico no seu tempo, James gravou uma variedade de material - blues e espirituais, versões e composições originais - transpondo frequentemente as barreiras entre os géneros e fontes a que recorria. Por exemplo, "I'm So Glad" derivou de uma canção de 1927 escrita por Art Sizemore e George A. Little chamada "So Tired", que fora gravada em 1928 por Gene Austin e Lonnie Johnson (o último sob o título "I'm So Tired of Livin' All Alone"). James alterou a letra da canção, transformando-a através da sua técnica virtuosa, entrega, intensidade e senso de melodia. O biógrafo Stephen Calt, dando eco à opinião de diversos críticos, considerou que o produto final era completamente novo e original e "um dos mais extraordinários exemplos de dedilhar que é possível encontrar na música para guitarra".
Em diversas gravações para a Grafton, como "Hard Time Killing Floor Blues", "Devil Got My Woman", "Jesus Is A Mighty Good Leader" e "22-20 Blues" (que serviria de base para a canção de Robert Johnson, mais conhecida, "32-20 Blues"), provaram-se igualmente influentes. Muito poucas cópias originais em 78 rotações das gravações de James para a Paramount chegaram até aos dias de hoje.  
Os efeitos da Grande Depressão chegaram justamente quando os discos de Skip James chegaram ao mercado. Como resultado, as vendas foram muito fracas e James desistiu de tocar blues e tornou-se director do coro na igreja do seu pai. O próprio Skip James viria a ser mais tarde ordenado ministro tanto na igreja Batista quer na Metodista, mas o seu envolvimento nas atividades religiosas era extemporâneo.

### Desaparecimento, redescoberta e legado
No trinta anos que se seguiram, James não gravou nada e regressou e abandonou de novo a música várias vezes. Era virtualmente desconhecido dos amantes da música sensivelmente até 1960. Em 1964 os entusiastas do blues John Fahey, Bill Barth e Henry Vestine encontraram-no no hospital de Tunica, no Mississippi. Segundo Calt,  a "redescoberta" de Skip James e de Son House praticamente ao mesmo tempo foi o início do "revivalismo do blues" na América do Norte. Em Julho de 1964, Skip James lado a lado com outros artistas redescobertos, apresentou-se no Newport Folk Festival. Diversas fotografias de Dick Waterman capturaram esta sua primeira performance pública ao fim de trinta anos. Ao longo dessa década, James gravou para as etiquetas Takoma Records, Melodeon, e Vanguard Records e tocou publicamente inúmeras vezes até a sua morte em 1969.
Apesar de inicialmente não ter despertado tantas atenções quanto outros artistas redescobertos nessa época, a banda rock britânica Cream gravou duas versões de "I'm So Glad", dando a James o único lucro inesperado da sua carreira. Os Cream basearam a sua versão na versão simplificada de James das gravações da década de 1960 e não na rápida e intrincada versão original de 1931. 
Desde a sua morte, a música de Skip James tornou-se mais disponível e relevante do que durante a vida do seu autor - as suas gravações de 1931, lado a lado com diversas gravações depois da sua redescoberta e concertos, encontraram o seu caminho em diversas edições em CD. A sua influência é ainda sentida tanto entre os artistas de blues seus contemporâneos, como em artistas contemporâneos mais sucedidos como Beck, que canta uma versão parcialmente alterada de "Jesus Is A Mighty Good Leader" no seu álbum "antifolk" de 1994, One Foot in the Grave. James deixou também a sua marca na Hollywood do século XXI, com a versão de Chris Thomas King de "Hard Time Killing Floor Blues" aparecendo em O Brother, Where Art Thou? e a versão de 1931 de "Devil Got My Woman Blues" a surgir proeminentemente na banda sonora do filme Ghost World. Nos tempos mais recentes, a banda britânica pós-rock Hope of the States editou uma canção parcialmente focada na vida de Skip James, intitulada "Nehemiah", que alcançou o número 30 nas tabelas de vendas do Reino-Unido.

### Personalidade
Skip James era conhecido por ser um artista idiossincrático. Eram raras as ocasiões em que socializava com outros músicos blues ou com os fãs. Tal como John Fahey, James bocejava quando ouvia falar na assim chamada cena "folkie" da década de 1960. Tinha em grande estima o seu próprio trabalho e era relutante em partilhar idéias musicais com outros artistas. James é o arquétipo da típica personalidade complexa atribuída a muitos artistas do blues, que viveram uma vida difícil e por vezes miserável enquanto mantinham crenças austeras e por vezes religiosas. Apesar do conteúdo lírico da algumas das suas canções nos poder induzir a caracterizar James como misógino, este permaneceu com a sua mulher Lorenzo até ao momento da sua morte.

## Estilo musical
O som de Skip James era único dentro do blues. Apesar de ter influenciado outros músicos de blues, como Robert Johnson, poucos foram capazes de recriar o seu estilo. O seu cantar muito agudo e frágil, mesmo nas suas primeiras gravações, parece ter vindo de outro mundo. O seu estilo vocal é apontado como sendo "de pregação", sendo que é sabido que Skip James também cantou espirituais. James é olhado como um talentoso e distinto guitarrista. Tocava muitas vezes com afinação em Ré Menor (DADFAD) o que conferia ao seu instrumento um timbre sombrio e desolador. A sua técnica de dedilhar de origem clássica era limpa e rápida, dando uso a todo o registo da guitarra com linhas de baixo pesadas e hipnóticas. Ironicamente, o estilo de tocar de James tinha mais em comum com o estilo de blues de Piedmont (Piedmont blues), da Costa Leste dos Estados Unidos, do que com o dos blues do Delta Delta blues o seu Mississippi natal.